# Fortalesa dàcia de Costești-Cetățuie
La fortalesa dacia Costești-Cetățuie era una ciutat fortificada dàcia. Situat a prop del poble de Costești, al comtat de Hunedoara (Romania). Pertany a les fortaleses dacies de les muntanyes d'Orăștie, patrimoni de la humanitat. La fortalesa es va construir al segle I aC, durant el govern de Burebista, amb el propòsit de defensar la zona contra els romans.

## Informació sobre la fortalesa
El lloc està situat a la vall del riu Apa Grădiștei. L'altiplà superior del turó on es troba a 514 metres sobre el nivell del mar. Era una fortalesa que tenia un paper defensiu. Pel que sembla, tenia un assentament civil a la base i era la residència habitual dels reis dacis. Un altre paper important va ser la protecció del camí cap a Sarmizegetusa Regia.

## Galeria

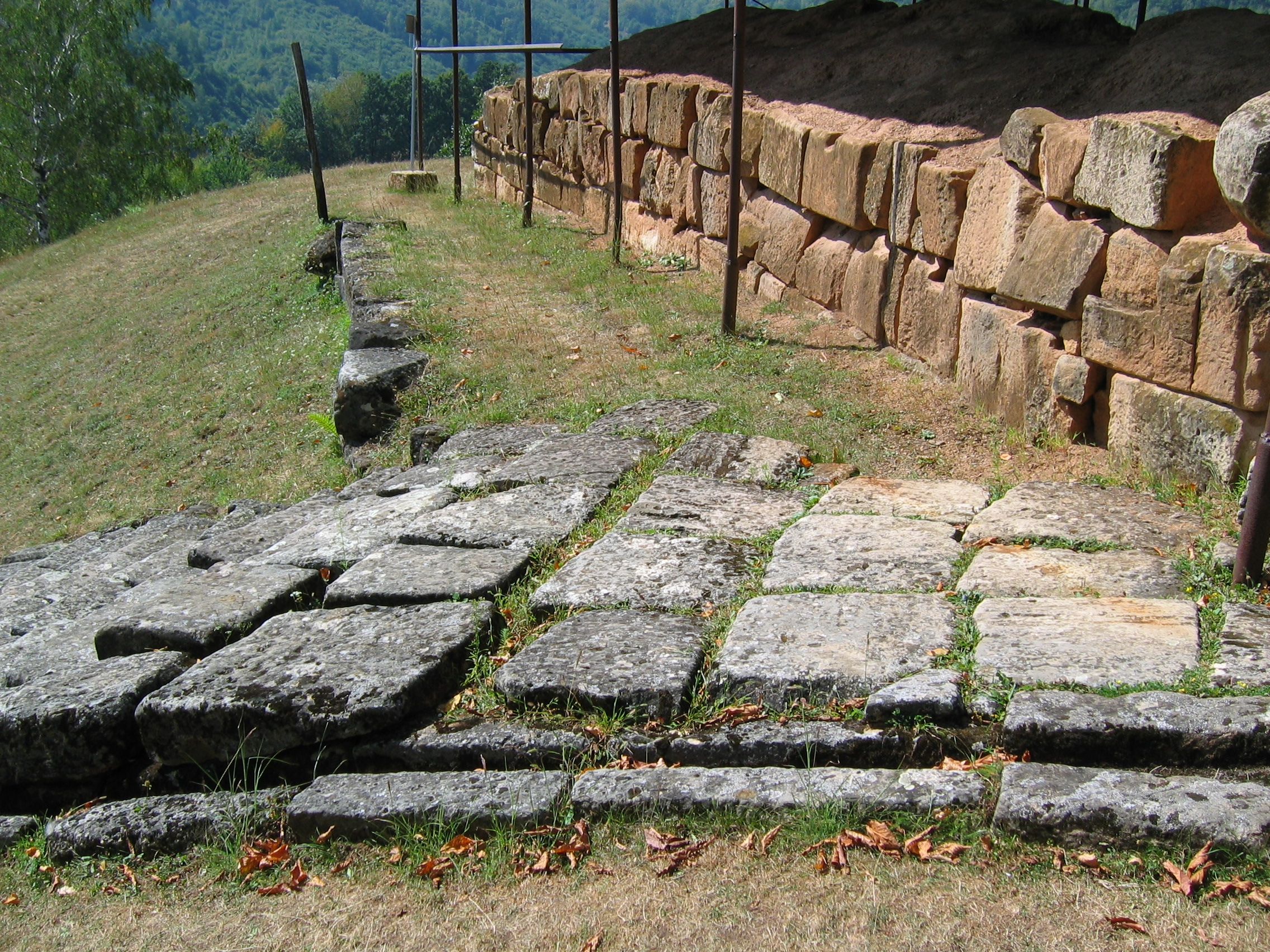
Casa torre
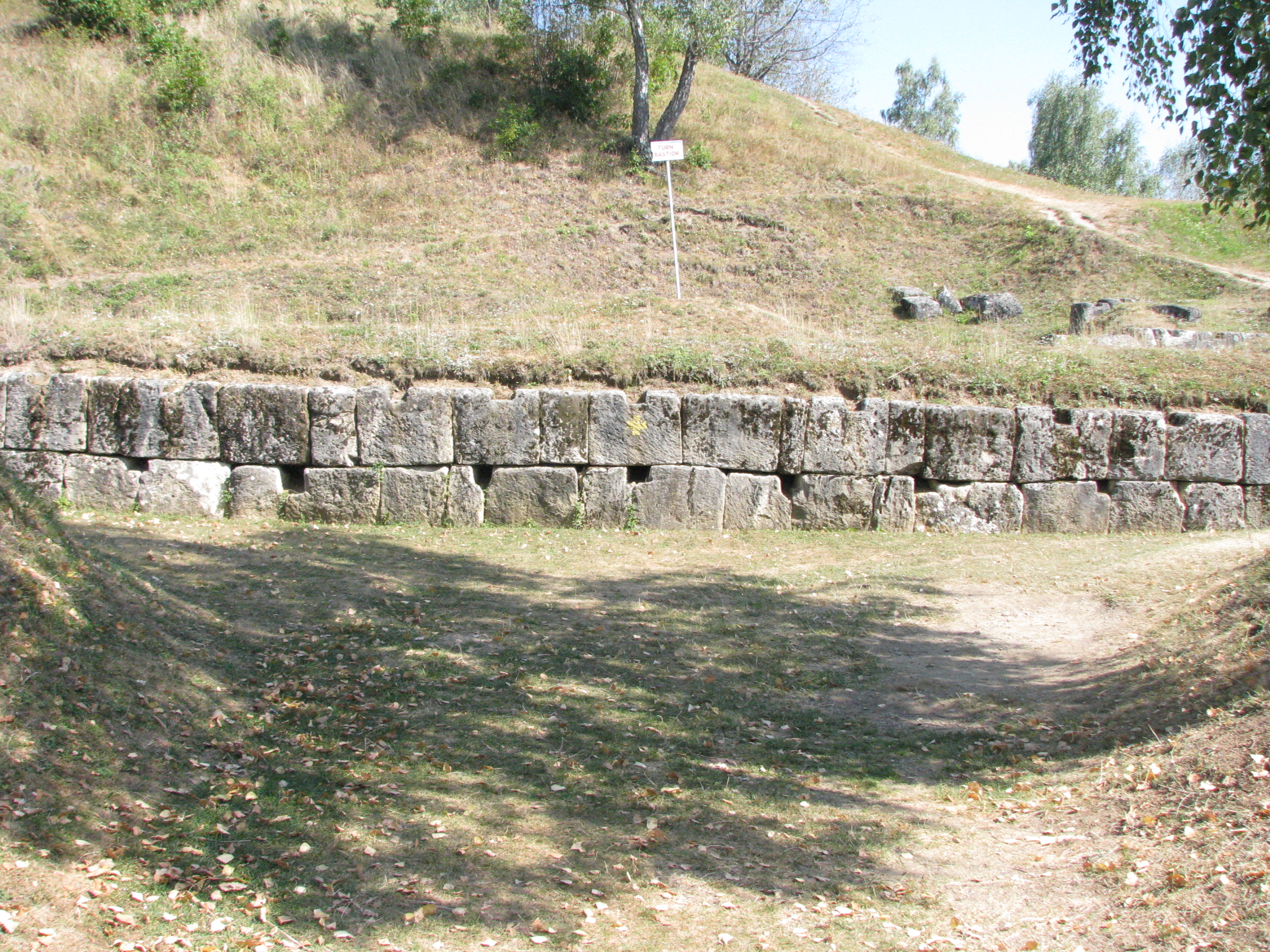
Torre del bastió
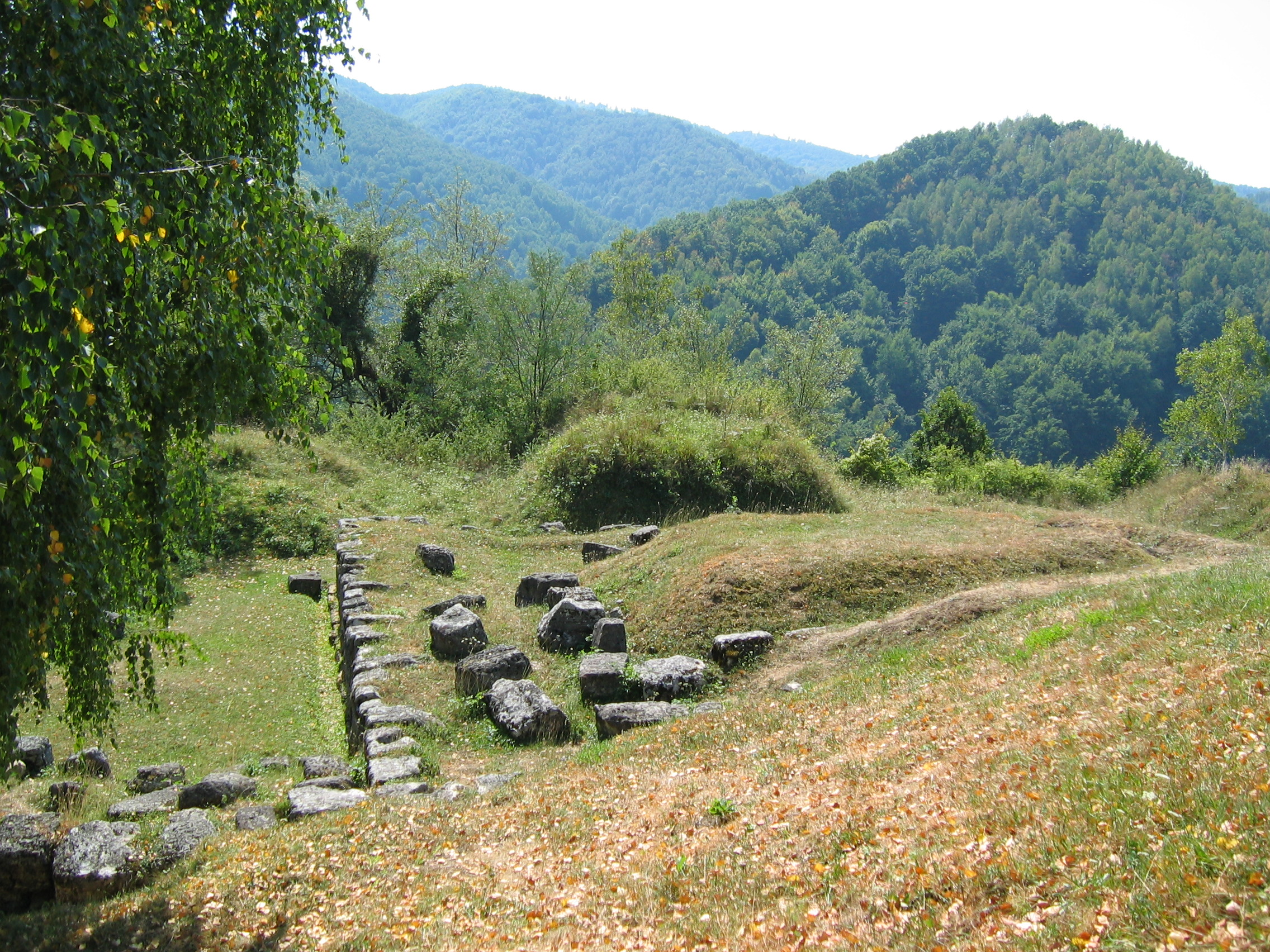
Torre del bastió
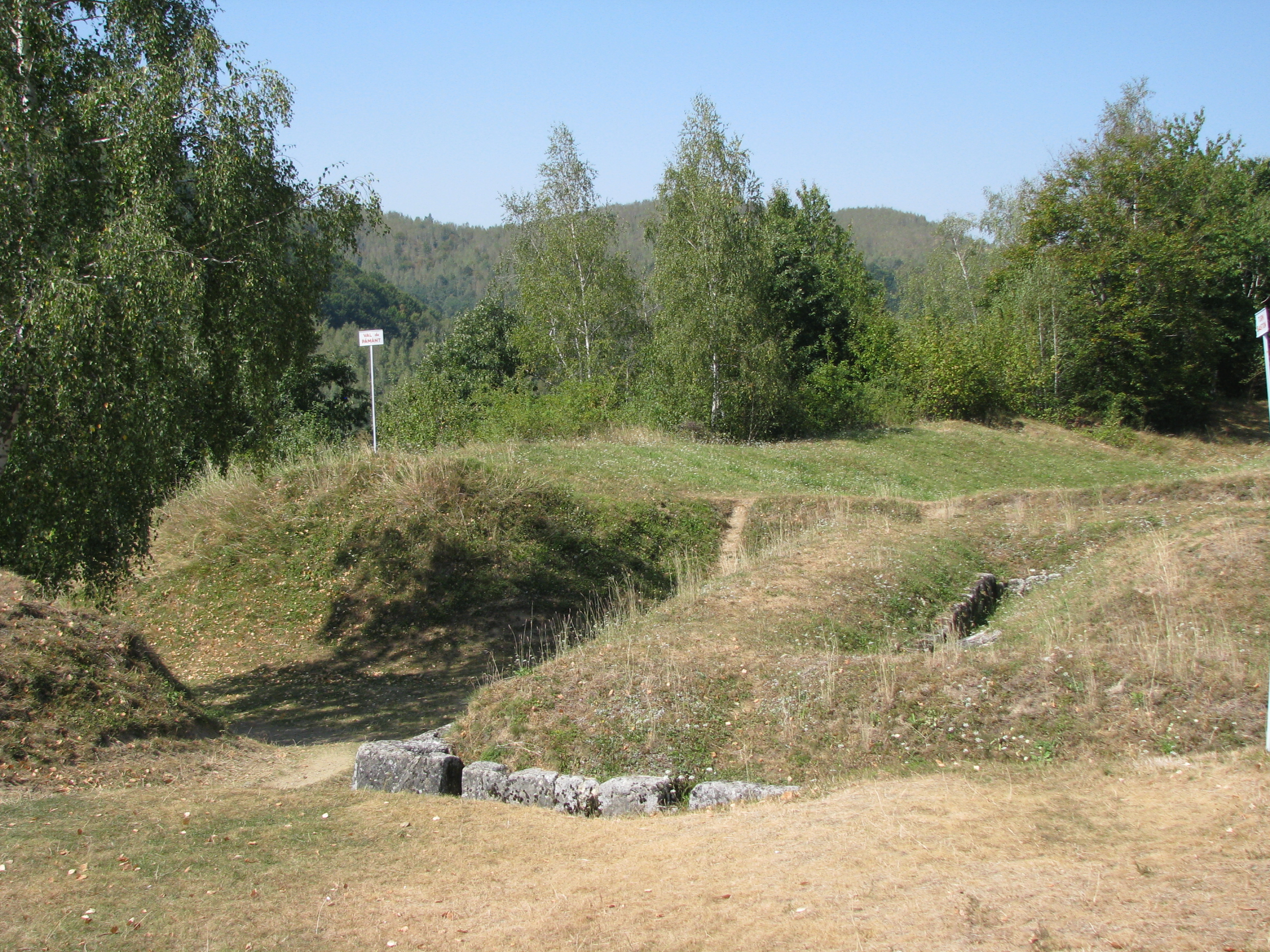
Vallum